# ارمال کوکو
ارمال کوکو (ترکی استانبولی: Ermal Kurtoğlu؛ زادهٔ ۱۲ فوریهٔ ۱۹۸۰) بازیکن بسکتبال اهل ترکیه است.
از باشگاه‌هایی که در آن بازی کرده‌است می‌توان به باشگاه بسکتبال اسپلیت، باشگاه بسکتبال مردان فنرباغچه، باشگاه بسکتبال والنسیا، و باشگاه ورزشی افس پیلسن اشاره کرد.